# Романо, Моше
Мо́ше Рома́но (ивр. משה רומנו‎; род. 6 мая 1946, Тель-Авив, Подмандатная Палестина) — израильский футболист, играл на позиции нападающего. Участник чемпионата мира 1970 года. Бронзовый призёр Кубка Азии 1968 года.

## Биография

### Клубная карьера
Романо начинал карьеру в клубе «Шимшон» из Тель-Авива, в котором стал одним из лучших игроков команды. В сезоне 1966/68 с 17 голами стал лучшим бомбардиром Национальной лиги, разделив это достижение с Мордехаем Шпиглером. Летом 1968 года Романо перешёл в «Бейтар» из Тель-Авива, в котором отыграл только один сезон и вернулся в «Шимшон».
В составе «Шимшона» он отыграл четыре сезона, став лучшим бомбардиром лиги в сезоне 1969/70 с 15 голами. После сверхрезультативного сезона 1972/1973, в котором он забил 21 гол, вернулся в «Бейтар». В составе «Бейтара» отыграл семь сезонов, так и не завоевав никаких трофеев, но в сезоне 1974/75 стал лучшим бомбардиром Премьер-лиги. В последующие годы играл за «Хапоэль» из Йехуда, в котором провёл два сезона.
Завершил игровую карьеру в клубе «Бейтар» из города Рамла. Романо со 193 голами является 4-м бомбардиром среди игроков израильской лиги и 4 раза становился лучшим бомбардиром чемпионата страны.

### Похищение из Дании
В сезоне 1972/73 Романо решил отправиться в Данию, чтобы подписать контракт с одной из местных команд, но при этом не поставил в известность руководство «Шимшона». Приехав в Данию, он начал тренироваться с местной командой.
Однажды ночью к нему пришли представители «Шимшона», забрали его паспорт и увели Романо в лес. Они потребовали, чтобы он вернулся в Израиль. Романо согласился и в сопровождении похитителей вернулся на родину транзитом через Италию. Позже Романо подал на похитителей в суд и выиграл дело.

### Карьера в сборной
В составе сборной Израиля Романо участвовал на чемпионате мира 1970 года, но на турнире был запасным и на поле так и не вышел. Всего за сборную Израиля сыграл 12 матчей, в которых забил 5 голов.